# ニューワールドミレニアム香港ホテル

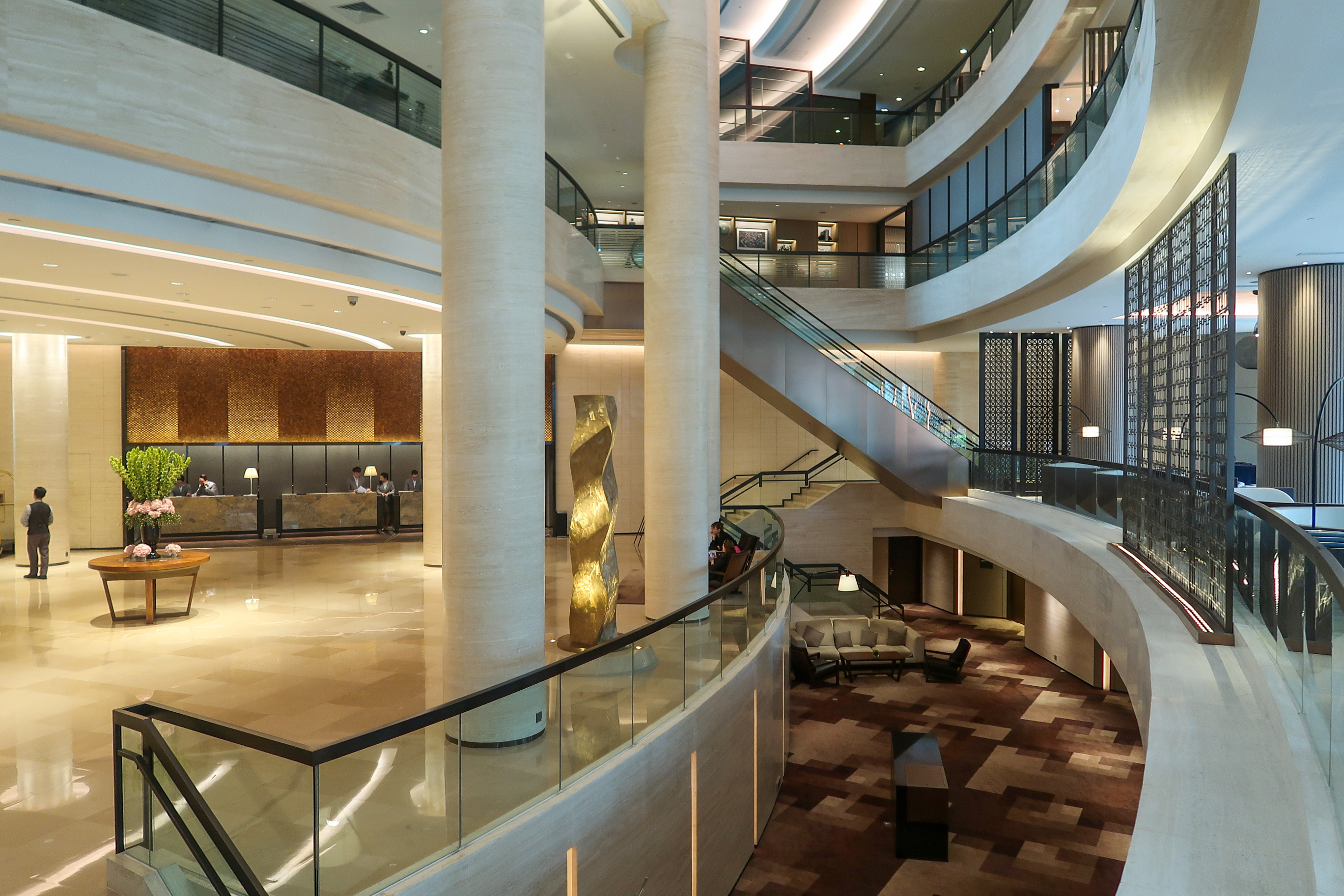
ロビー

ニューワールドミレニアム香港ホテル（ニューワールドミレニアムホンコンホテル、New World Millennium Hong Kong Hotel）は、香港の九龍半島、尖沙咀にある高級ホテル。2014年6月30日まではホテル・ニッコー・ホンコンで、JALホテルズ（現：オークラ ニッコー ホテルマネジメント）傘下のホテルであった。

## 概要
イギリスの植民地下であった1988年に、香港初の日本資本の高級ホテルとしてオープンした。尖沙咀東の海岸沿いにあり、ハーバービューの客室やロビー、レストランや屋上のプールなどからビクトリア・ハーバーと香港島の景色を目の前に見ることができる。
また、日本航空の系列企業が経営していたことから、日本人スタッフや日本語を理解するスタッフが多いなど日本人客対応が充実していることでも知られていた。
レストランや宴会場、ブティックなどの店舗があるほか、通常の客室以外に「ニッコー・フロア」という上級クラスの客室も用意されていた。なお、「ニッコー・フロア」に滞在する宿泊客は、エクスプレスチェックインや「ニッコー・ラウンジ」での朝食の無料サービス、無料の飲物やスナック、プレディナードリンクサービスを受けることができた。
「ファーガソンホテルマネジメント（Fergurson Hotel Management Limited）」への売却により、2014年6月30日をもってホテル・ニッコー・ホンコンとしての営業を終了し、同年7月1日より現名称のニューワールドミレニアム香港ホテルに変更した。総額1億2,000万香港ドルをかけて改修工事が行われたが、工事期間中も営業していた。また、名称変更に伴い、運営はファーガソンホテルマネジメントが行うことになった。

## データ
- 所在地：香港九龍尖沙咀摩地道72號/72 Mody Road, Tsimshatsui East, Kowloon, Hong Kong
- 階数：15階
- 部屋数：462室

## ロケーション
九龍半島、尖沙咀のビクトリアハーバー沿い「ウォーターフロント・プロムナード」の最終地点脇の繁華街に位置する。大型免税店「DFSギャレリア（DFS Galleria）」が目の前に立地する他、大規模ショッピングモール「新世界中心（New World Centre）」や「ウィング・オン・プラザ（Wing On Plaza）」、スーパーマーケットやコンビニエンスストアも徒歩圏内に複数立地している。

## アクセス
香港MTR屯馬線の尖東駅や、中華人民共和国の広州との間を結ぶ九広鉄路(東鉄線)の紅磡駅に徒歩8分でアクセスできる。なお、香港島中環へのスターフェリー乗り場へは徒歩15分、マカオへ向かう九龍側フェリー乗り場へは徒歩25分である。
さらにエアポートエクスプレスの九龍駅と市内のホテルを結ぶ定期バスも停車する他、宿泊客には、ホテルと尖沙咀のショッピングモールなど各所を結ぶ無料シャトルバスサービスも用意されている。

## 施設

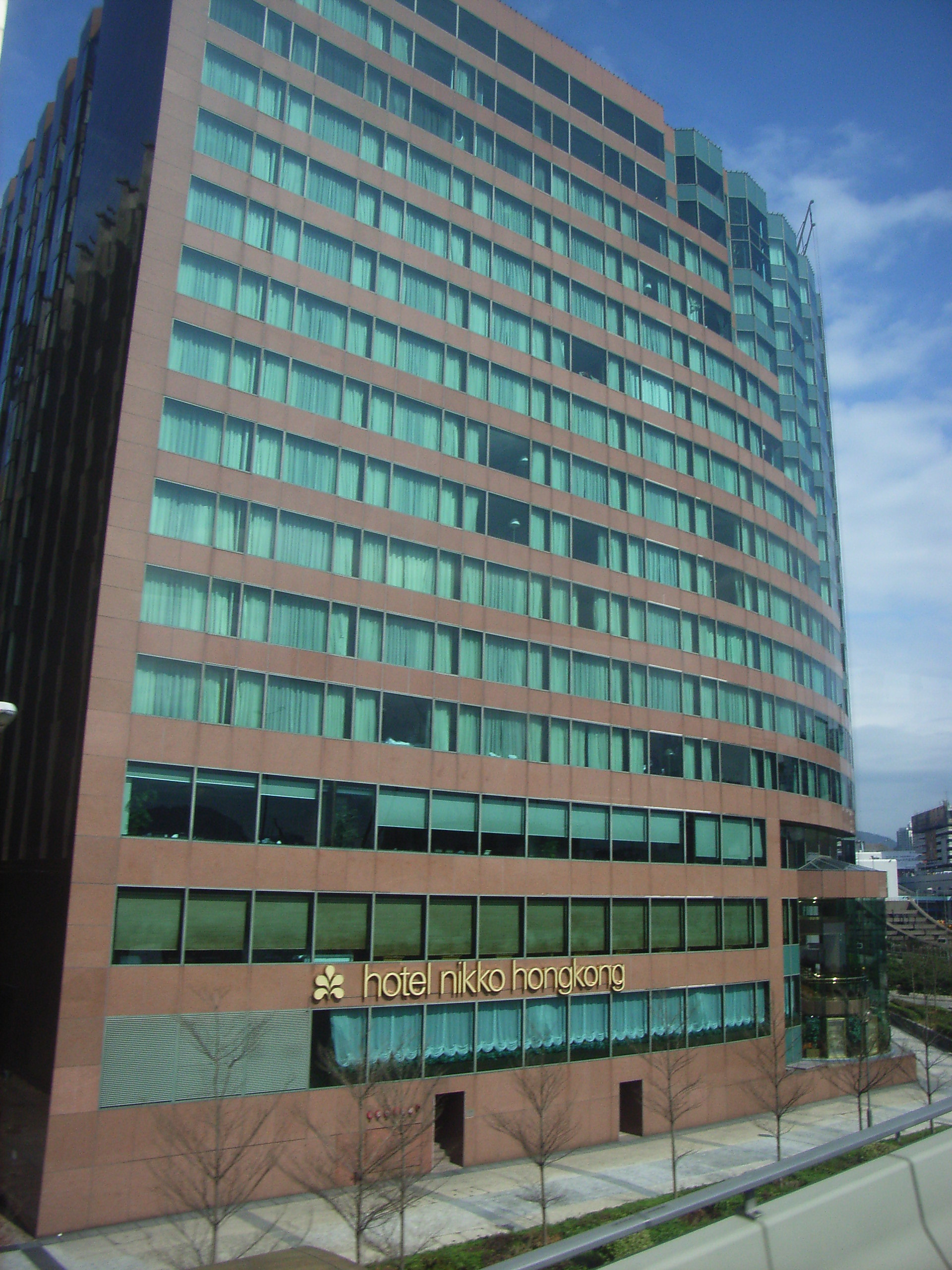
ビクトリアハーバー方面からの全景

### レストラン
- 「桃李」
- 「レ・セレブリテ」
- 「嵯峨野」
- 「カフェ・セリーナ」
- 「テラス・バー」
- 「Lobby Lounge」
- 「Sky Lounge」

### その他
- プール
- フィットネス・ジム
- サウナ
- ビジネスセンター
- 会議室
- 宴会場
- ショッピングアーケード
  - 宝石店
  - 眼鏡店
  - マッサージなど